# Liste der Bodendenkmale in Eimke
In der Liste der Bodendenkmale in Eimke sind alle Bodendenkmale der niedersächsischen Gemeinde Eimke aufgelistet. Die Quelle ist der Denkmalatlas Niedersachsen. Der Stand der Liste ist der 10. September 2024.

## Allgemein
In den Spalten finden sich folgende Informationen des Bodendenkmales :
- Lage        : geographische Koordinaten
- Bezeichnung : Bezeichnung lt. Denkmalatlas
- Beschreibung: Beschreibung lt. Denkmalatlas
- ID          : Objekt-ID
- Bild        : Bild, ggf. zusätzlich mit Link zu weiteren Fotos im Medienarchiv Wikimedia Commons.

## Eimke
| Lage                         | Bezeichnung                       | Beschreibung | ID       | Bild |
| ---------------------------- | --------------------------------- | --- | -------- | ---- |
| 52° 57′ 23″ N, 10° 16′ 23″ O | Eimke 1, Grabhügel                | Langhügel. N-S gerichtet. l. 20 m, Br. 14 m, H. 0,5 m – 1 m. Überpflügt, aber sonst wahrscheinlich unversehrt. | 32204970 | BW   |
| 52° 58′ 9″ N, 10° 17′ 14″ O  | Eimke 3, Großsteingrab            | | 32204969 | BW   |
| 52° 57′ 38″ N, 10° 18′ 16″ O | Eimke 4, Grabhügel                | Gleichmäßig flach gewölbte Kuppe mit unscharf auslaufenden Rändern. Dm. ca. 20 m, H. 0,70 m. Oberfläche durch „Aufforstungsrinnen“ durchschnitten, sonst unbeschädigt. | 32205944 | BW   |
| 52° 58′ 4″ N, 10° 20′ 51″ O  | Eimke 5, Grabhügel                | Kräftig gewölbte Kuppe mit abgesetzten Rändern. Dm. 16,0 m, H. 1,50 m. Gut erhalten. | 32207360 | BW   |
| 52° 58′ 2″ N, 10° 20′ 52″ O  | Eimke 6, Grabhügel                | Flachgewölbte Kuppe. Dm. 10 m, H. 0,6 m. Durch Grenzgraben/Grenzweg von N nach S durchschnitten. | 32207596 | BW   |
| 52° 58′ 1″ N, 10° 20′ 52″ O  | Eimke 7, Grabhügel                | Flachgewölbte Kuppe, Ränder abgesetzt. Dm. 11 m, H. 1,10 m. Im W durch Grenzgraben und Weg etwas angeschnitten, sonst unversehrt. | 32207962 | BW   |
| 52° 58′ 3″ N, 10° 20′ 56″ O  | Eimke 8, Grabhügel                | Flach gewölbte Kuppe mit abgesetzten Rändern. Dm. 15 m, H. 1,40 m. Unversehrt. | 32207963 | BW   |
| 52° 57′ 59″ N, 10° 20′ 59″ O | Eimke 9, Wegesperre (Bocksgraben) | Zwischen Gerdau-Niederung im Norden und Mönchsbruch im Süden liegen beiderseits der Gde.Grenze zwischen Eimke und Groß Süstedt Reste einer Wegesperre, die ursprünglich etwa 500 m lang gewesen sein dürfte. Heute ist ein Teilstück von ca. 240 m Länge nördlich der B 71 und ein kleineres Teilstück von ca. 60 m Länge südlich davon erhalten. | 32203252 | BW   |
| 52° 58′ 5″ N, 10° 20′ 57″ O  | Eimke 9, Wegesperre (Teilstück)   | | 38294309 | BW   |
| 52° 58′ 11″ N, 10° 17′ 16″ O | Eimke 22, Grabhügel               | | 32204165 | BW   |

## Ellerndorf
| Lage                         | Bezeichnung                     | Beschreibung | ID       | Bild |
| ---------------------------- | ------------------------------- | --- | -------- | ---- |
| 52° 58′ 27″ N, 10° 17′ 45″ O | Ellerndorf 1, Grabhügel         | Flach gewölbte Kuppe. Dm. 12 m, H. 0,70 m. | 32203397 | BW   |
| 52° 58′ 27″ N, 10° 17′ 45″ O | Ellerndorf 2, Grabhügel         | Flach gewölbte Kuppe. Dm. 9 m, H. 0,40 – 0,50 m. Von tiefen Pflanzfurchen überzogen. | 32207737 | BW   |
| 52° 59′ 43″ N, 10° 18′ 41″ O | Ellerndorf 9, Grabhügel         | Gleichmäßig gewölbt, Dm. 13 m, H. 0,60 m. | 32208815 | BW   |
| 52° 59′ 44″ N, 10° 18′ 42″ O | Ellerndorf 10, Grabhügel        | Gleichmäßig, Dm. 15 m, H. 0,50 m. Unbeschädigt. Unmittelbar nördl. verlaufen Wegespuren in Richtung.                                                                                              | 32207479 | BW   |
| 52° 59′ 0″ N, 10° 19′ 31″ O  | Ellerndorf 17, Grabhügel        | Durchmesser ca. 13 m und Höhe ca. 0,70 m. | 32206320 | BW   |
| 52° 59′ 35″ N, 10° 18′ 22″ O | Ellerndorf 19, Umwallung/Gehege | Mehrere konzentrisch angelegte Wälle und Gräben, Gesamtdm. der Anlage ca. 180 × 140 m. Höhe der Wälle ca. 0,3 – 0,4 m, Basisbreite ca. 2 m. Breite der Gräben ca. 1 – 1,5 m, Tiefe 0,2 bis 0,3 m. | 32204040 | BW   |
| 52° 59′ 5″ N, 10° 20′ 4″ O   | Ellerndorf 25, Damm             | | 38230104 | BW   |

### Ellerndorf 12
- ID:32203253
- Grabhügelfeld

| Lage                         | Bezeichnung              | Beschreibung                                                                     | ID       | Bild |
| ---------------------------- | ------------------------ | -------------------------------------------------------------------------------- | -------- | ---- |
| 52° 58′ 51″ N, 10° 19′ 11″ O | Ellerndorf 12, Grabhügel | Flach mit deutlich abgesetzten Rändern, Durchmesser ca. 13 m und Höhe ca. 0,5 m. | 32207964 | BW   |
| 52° 58′ 51″ N, 10° 19′ 14″ O | Ellerndorf 13, Grabhügel | Flach gewölbt, Durchmesser ca. 15 m und Höhe ca. 1,2 m.                          | 32208093 | BW   |
| 52° 58′ 52″ N, 10° 19′ 15″ O | Ellerndorf 14, Grabhügel | Flach gewölbt, Durchmesser ca. 12 m und Höhe ca. 0,6 m.                          | 32208094 | BW   |
| 52° 58′ 52″ N, 10° 19′ 15″ O | Ellerndorf 15, Grabhügel | Flach, Durchmesser ca. 9,5 m und Höhe ca. 0,3 m.                                 | 32208333 | BW   |
| 52° 58′ 53″ N, 10° 19′ 16″ O | Ellerndorf 16, Grabhügel | Flach gewölbt, Durchmesser ca. 13 m und Höhe ca. 0,6 m.                          | 32208334 | BW   |

## Wichtenbeck
| Lage                        | Bezeichnung              | Beschreibung                                                                                               | ID       | Bild |
| --------------------------- | ------------------------ | --- | -------- | ---- |
| 52° 57′ 4″ N, 10° 19′ 16″ O | Wichtenbeck 1, Grabhügel | Sehr flache Kuppe mit verwachsenen Rändern. Dm. 9 m, H. 0,30 m. Kopfstich (Dm. ca. 2 m), sonst unversehrt. | 32203398 | BW   |